# Gustavo Díaz Domínguez
Gustavo Díaz Domínguez, conegut com a "Chavo" Díaz (Montevideo, 7 de novembre de 1974) és un exfutbolista i entrenador uruguaià. Com a futbolista ocupava la posició de defensa central.

## Trajectòria
Va destacar a les files del River Plate de Montevideo, equip en el qual va romandre entre 1992 i 1997. A la campanya 97/98 dona el salt a la competició espanyola, al Reial Valladolid. Però, no va tenir fortuna a l'equip castellà: va estar dues temporades sense debutar en Lliga, i a la tercera, no va tenir fitxa. Enmig, dues cessions a l'Albacete Balompié i a Defensor Sporting.
L'any 2001 retorna a River Plate, on roman dues campanyes, abans de fitxar pel CA Bella Vista. Entre 2003 i 2005 no té equip. Finalment, disputa la temporada 05/06 amb el Paysandú FC, retirant-se en acabar la competició.
Va ser internacional amb l'Uruguai en sis ocasions.
Després de penjar les botes, ha seguit vinculat al món del futbol com a entrenador. A la temporada 07/08 es fa càrrec del Central Español.